# Föderation der Arabischen Emirate des Südens
Die Föderation der Arabischen Emirate des Südens (arabisch اتحاد إمارات الجنوب العربي, DMG Ittiḥād Imārāt al-ǧanūb al-ʿarabī) war eine Staatenorganisation innerhalb des Protektorates Aden. Die Föderation von sechs Staaten wurde am 11. Februar 1959 in der Kolonie Aden gegründet. Später kamen neun Staaten dazu und die Föderation benannte sich am 4. April 1962 in Südarabische Föderation um.

## Gründerstaaten
- Audhali
- Emirat Beihan
- Emirat Dhala
- Sultanat Fadhli
- Unteres Yafi-Sultanat
- Oberes Aulaqi-Scheichtum

## Später beigetreten
- Scheichtum Alawi
- Scheichtum Aqrabi
- Dathina
- Hauschabi
- Sultanat von Lahej
- Unteres Aulaqi-Sultanat
- Maflahi
- Shaib
- Wahidi Balhaf